# 2051
2051 — невисокосний рік за григоріанським календарем, який починається в неділю. Це 2051 рік нашої ери, 51 рік 3 тисячоліття, 51 рік XXI століття, 1 рік 6-го десятиліття XXI століття, 2 рік 2050-х років.

## Очікувані події
- Квітень — повідомлення Active SETI, надіслане до зірки HD 190360 (Глізе 777) досягне пункту призначення.

### Без точних дат
- Згідно з повідомленнями, опублікованими в 2007 році Лондонською школою економіки та Інститутом психіатрії, понад 1,7 мільйона жителів у Великій Британії хворітиме на недоумство[1].
- У Великій Британії пройде ювілейна Всесвітня виставка (аналогічні ювілейні виставки проходили до цього в 1851 і 1951 роках).